# Joachim Lelewel

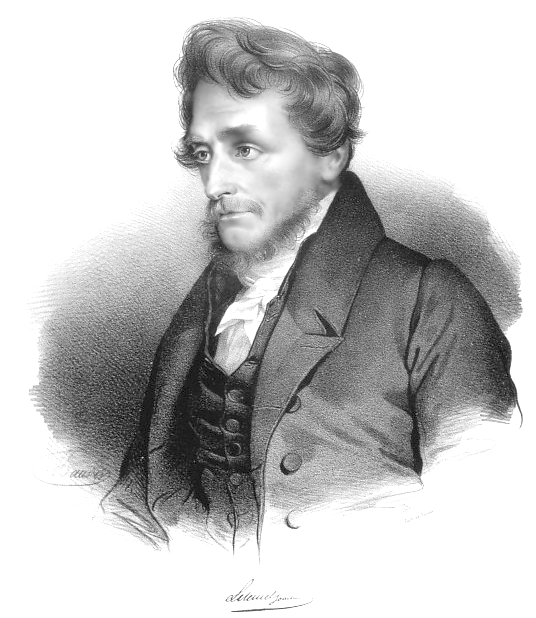
Joachim Lelewel

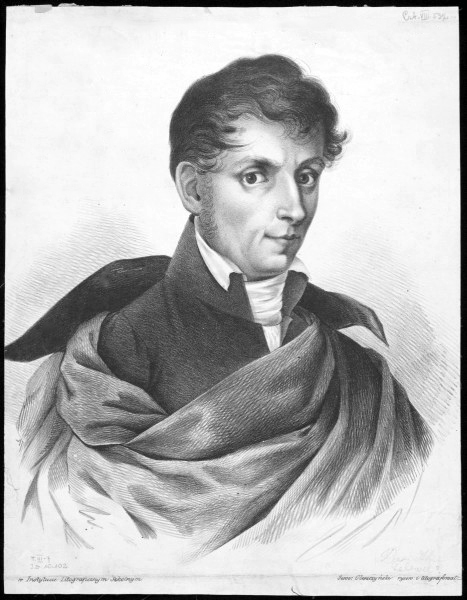
Joachim Lelewel um 1825

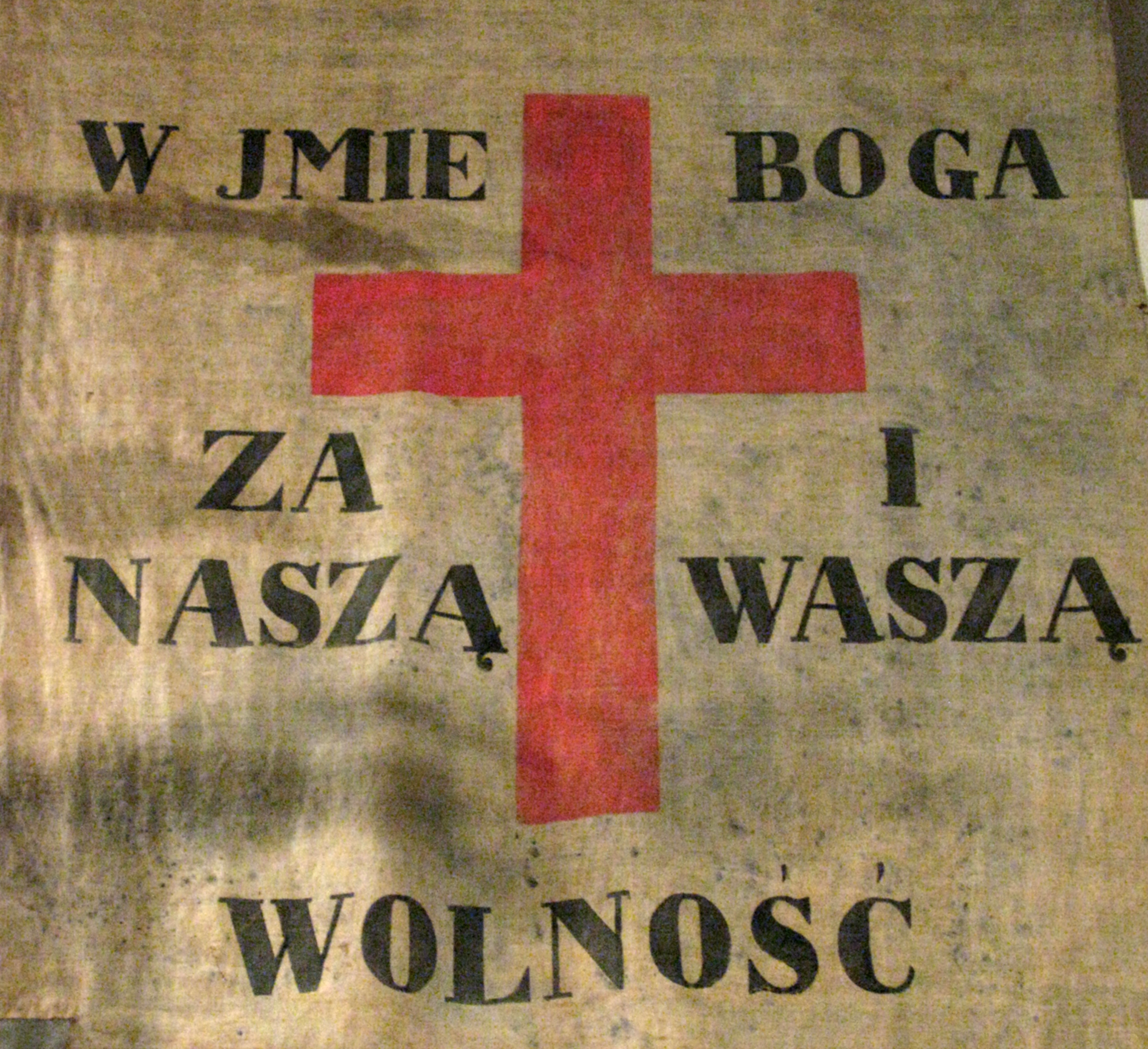
Lelewel zugeschriebene Flagge des Novemberaufstands 1830: „Im Namen Gottes: Für Eure Freiheit und unsere“

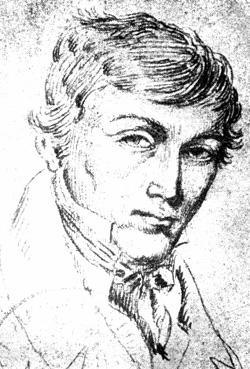
Adam Mickiewicz (Zeichnung von Joachim Lelewel)

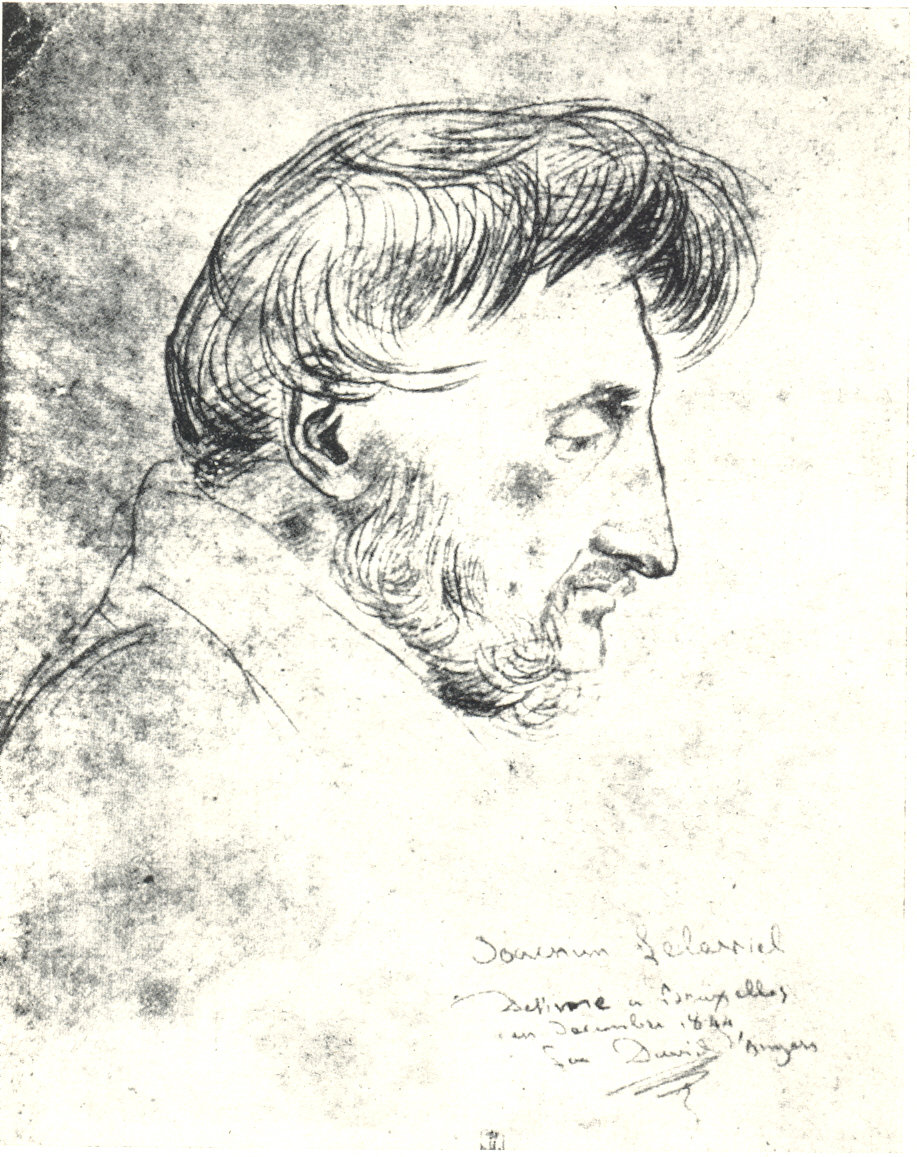
Skizze von David d’Angers für Lelewels Medaille (1844)

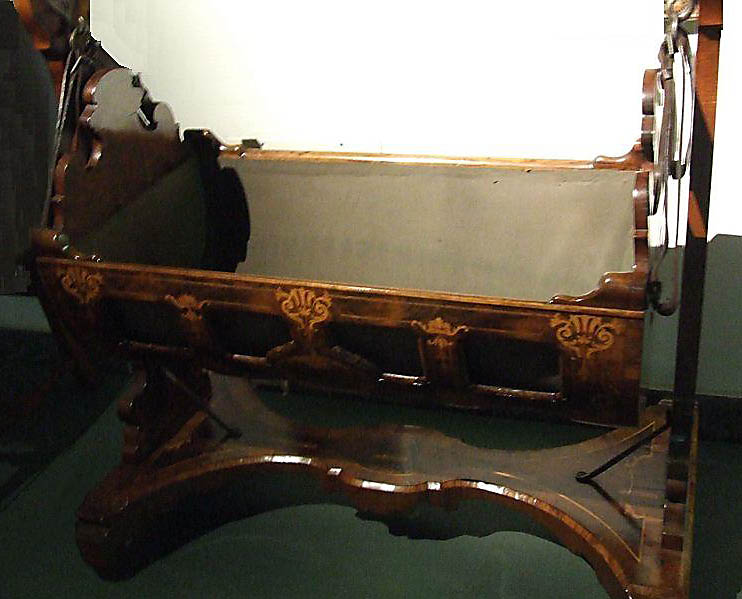
August der Starke 1731: Taufgeschenk für sein Patenkind August von Jauch
später Wiege Joachim Lelewels
(heute Nationalmuseum Krakau)

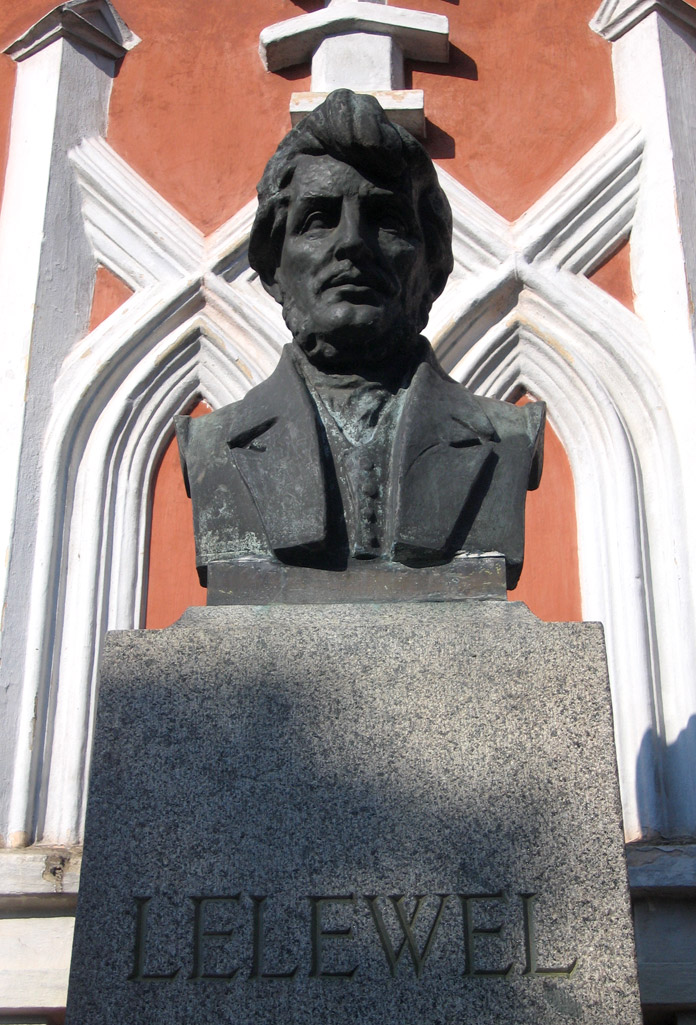
Joachim Lelewel-Grab auf dem Rasos-Friedhof in Vilnius

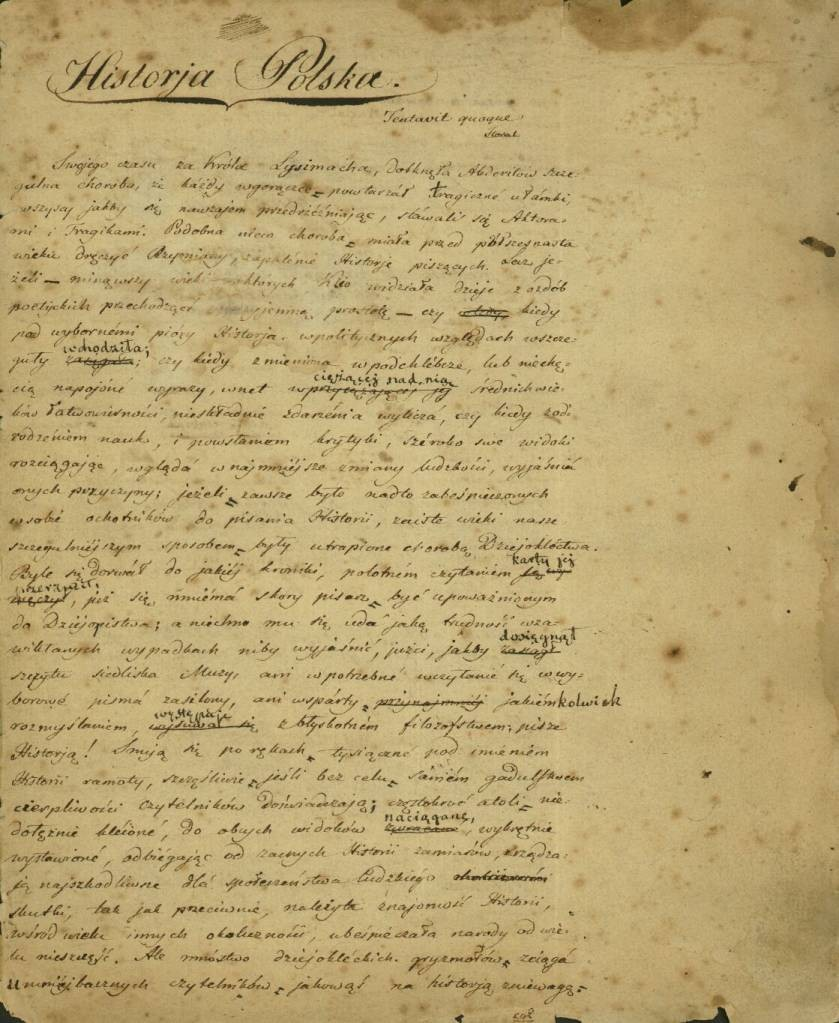
Manuskript „Historja Polska“ 1813

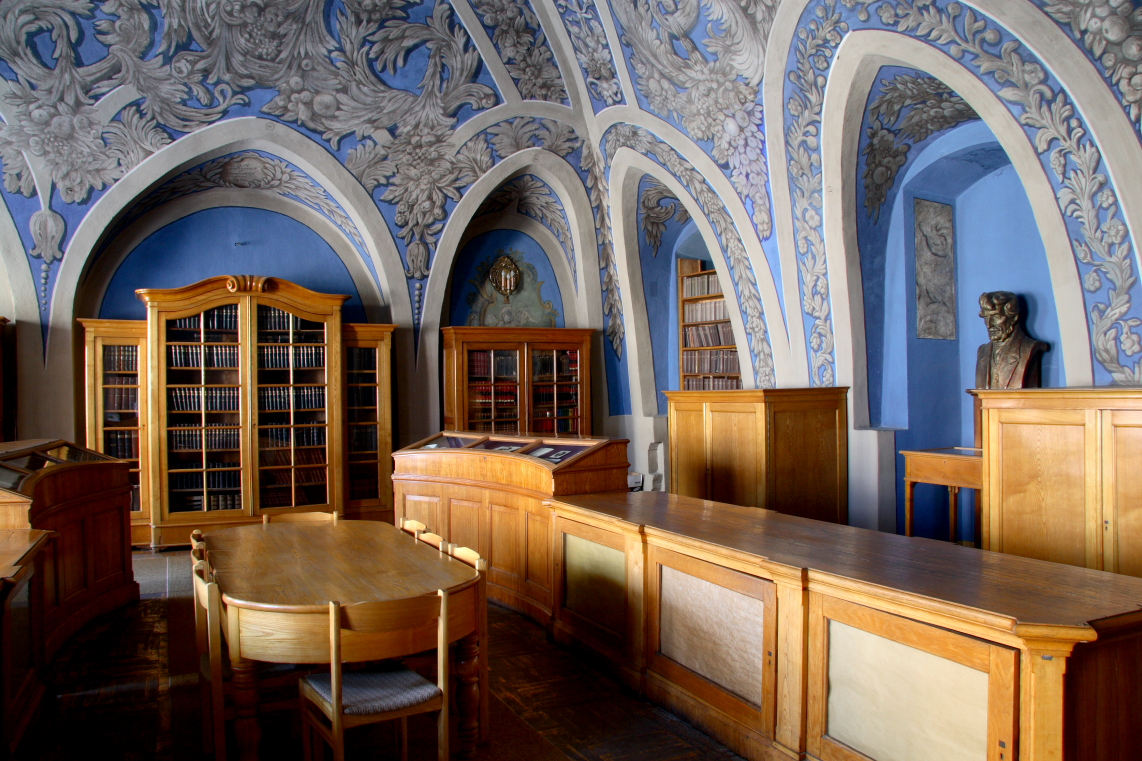
Lelewel-Saal der Universität Vilnius

Joachim Lelewel (* 22. März 1786 in Warschau; † 29. Mai 1861 in Paris) war ein polnischer Historiker, Slawist, Numismat, Heraldiker und Politiker. Der in zwölf Sprachen bewanderte Lelewel unterstützte darüber hinaus die Deutsche Revolution von 1848 und gilt in Polen als Freiheitskämpfer.

## Herkunft und Familie
Joachim Lelewel stammte von dem preußischen Adelshaus Lölhöffel von Löwensprung ab und gehörte überdies einem für das Königreich Polen bedeutsamen Familienverband an. So war er der zweitälteste Sohn des Fabrikanten und Mitgliedes des Sejm, Karol Maurycy Lelewel (1748–1830), der zum Mundschenk des Großfürstentums Litauen erhoben wurde; ein Ehrenamt, das zuvor Stanisław Poniatowski innehatte, bevor er zum polnischen König gewählt wurde.
Sein Großvater Heinrich Lölhöffel (1705–1763) war hingegen Hofrat und zugleich Leibarzt des polnischen Königs August III. gewesen. Dessen Frau und Lelewels Großmutter, Constance Jauch (1722–1802), ließ später den Namen Lölhöffel zu Lelewel polonisieren. Lelewels Urgroßvater Joachim Daniel Jauch (1684–1754), nach dem er benannt wurde, war wiederum Generalmajor und Baumeister des sächsisch-polnischen Königs August des Starken.
Sein Großonkel Kasper Cieciszowski (1745–1831) war darüber hinaus Erzbischof der Diözese Mińsk-Mohylew und zuletzt römisch-katholischer Metropolit des Russischen Reiches. Lelewels Bruder Jan Paweł Lelewel (1796–1847) galt als bedeutender Militäringenieur und sein Bruder Adam Lelewel (1790–1884) war Offizier Napoleon Bonapartes. Ferner war der erste polnische Literaturnobelpreisträger, Henryk Sienkiewicz (1848–1916), sein Großneffe.

## Wirken als Wissenschaftler
Lelewel war einer der bedeutendsten Historiker Polens. Er erhielt seine Ausbildung an der Universität Vilnius, an der er, nach einer kurzen Station als Lehrer am Gymnasium in der Kleinstadt Krzemieniec, ab 1814 selbst zunächst als Dozent, später als Professor der Geschichte lehrte, unterbrochen von einer Professur an der neu gegründeten Universität Warschau in den Jahren 1818 bis 1821.
1824 wurde er wegen der nationalen Begeisterung, die seine Vorlesungen unter den polnischen Studenten auslösten, von den russischen Behörden seines Amtes enthoben und kehrte nach Warschau zurück. Auch als freier Publizist blieb die Wirkung Lelewels auf allen Gebieten der Geschichtswissenschaft und Geographie durch seine Forschungen anregend und bahnbrechend. Neben seinem zwanzigbändigen Hauptwerk zur Geschichte Polens verfasste er des Weiteren zahlreiche grundlegende Werke der Geschichtswissenschaft, der Geographie, der Numismatik und der Mythologie.
Lelewel gründete mehrere wissenschaftliche Zeitschriften und war Ehrenmitglied der noch heute tätigen Posener Gesellschaft der Freunde der Wissenschaften.

## Politischer Werdegang
Lelewels Leben war durch die Teilungen Polens geprägt, während derer es in seiner Heimat vor allem zu einer russischen Vorherrschaft gekommen war, die wiederum für weite Gesellschaftsteile bedeutende Einschnitte bedeutete. Seine Talente und Interessen machte er aus diesem Grund, wie auch seine jüngeren Brüder, vollständig den patriotisch-demokratischen Bewegungen in Europa dienstbar. Zu seinen Vorbildern zählte er unter anderem Tadeusz Kościuszko und Stanisław Kostka-Potocki. Er stand außerdem an der Spitze der neuesten romantischen Schule innerhalb der Geschichtsschreibung und trug auch auf diese Weise, wie sein Freund und Dichter Adam Mickiewicz, wesentlich zum späteren Novemberaufstand von 1830 bei.
Nachdem er keine Aussicht mehr auf eine Stelle als Professor hatte, wurde Lelewel 1829 für den Wahlkreis Żelechów Abgeordneter im Parlament des konstitutionellen und seit 1815 mit dem Russischen Reich in Personalunion verbundenen Königreich Polen, des sogenannten Kongresspolen. Im Jahr darauf wurde er Präsident des sogenannten Patriotischen Klubs und gehörte schließlich während des Novemberaufstandes zur Revolutionsregierung unter Adam Jerzy Czartoryski, in der er das Amt des Kulturministers bekleidete. Zugleich unterstützte er die republikanische Bewegung der Dekabristen im Russischen Reich, die eine Absetzung des autokratisch regierenden Zaren Nikolaus I. forderten. Jener sah Lelewel aus diesen Gründen als einen der gefährlichsten polnischen Rebellen an.
Während des Novemberaufstandes wurde Lelewel kurzzeitig in einem Gefangenenlager in Brodnica interniert und flüchtete nach der polnischen Niederlage 1831 ins Exil. Zunächst in Paris und nach seiner Ausweisung 1833 in Brüssel ansässig, engagierte sich Lelewel im Ausland für den demokratischen sowie von Giuseppe Mazzini geprägten Geheimbund Junges Polen und zählte spätestens ab 1837 zu den wichtigsten Führungspersönlichkeiten der polnischen Emigration.
Lelewel verstand sich als Demokrat und Republikaner, war eng mit dem Aufklärer Lafayette befreundet und beschränkte sein politisches Engagement nicht auf den Freiheitskampf der Polen gegen die Teilungsmächte. Er unterstützte auch die Beseitigung jeglicher autokratischer Herrschaftssysteme, die Jüdische Emanzipation und die Abschaffung der Leibeigenschaft.
1847 war Lelewel mit Karl Marx und Friedrich Engels Gründungsmitglied und Vizepräses der Demokratischen Vereinigung mit Sitz in Brüssel. Auch der Anarchist Michail Bakunin wurde maßgeblich von Lelewel beeinflusst. Überwiegend von Posen aus, wirkte er erneut als Publizist und unterstützte zugleich die Märzrevolution von 1848, floh nach dem Scheitern dieser jedoch dauerhaft ins Exil und ließ sich bis zu seinem Tod in Paris nieder.
Im Mai 1860 wurde er zum assoziierten Mitglied der Académie royale des Sciences, des Lettres et des Beaux-Arts de Belgique (Classe des Lettres et des Sciences morales et politiques) gewählt.
Lelewel wurde zunächst auf dem Friedhof von Montmartre beerdigt, nach der Wiedererlangung der Unabhängigkeit Polens 1929 gemäß seinem letzten Willen auf den Friedhof von Rasos im damals zu Polen gehörenden Vilnius umgebettet. Zu diesem Zeitpunkt ging auch seine umfangreiche Privatbibliothek und Kartensammlung in den Besitz der dortigen Universitätsbibliothek über; nach ihm ist heute ein Lesesaal benannt.

## Gedenken
- Lelewels Wiege, die bereits August der Starke als Patenonkel von August Jauch 1730 dessen Vater Joachim Daniel Jauch geschenkt hatte, steht heute im Nationalmuseum in Krakau.
- Neben einer Anzahl Porträts in Form von Zeichnungen und Radierungen sowie Karikaturen gibt es verschiedene Büsten von Lelewel in Vilnius, zehn Gedenkmedaillen mit Lelewels Porträt u. a. von David d’Angers und Fernand Dubois sowie Briefmarken mit seinem Konterfei.
- Adam Mickiewicz, der von Lelewel geförderte Nationaldichter Polens, widmete ihm 1822 das Gedicht „An Joachim Lelewel“ (poln. „Do Joachima Lelewela“), in welchem er Jahrzehnte vor Karl Marx den Lauf der Geschichte als Fortschritt vom Barbarismus bis hin zu höheren Kulturformen, zu Frieden und Freiheit sah (deutsche Übersetzung von Karl Dedecius).[5]
- Der 29. Mai, Lelewels Todestag, ist wegen seines Einsatzes für die Juden der jüdische Gedenktag an sein Wirken.[6]

## Zitate
Friedrich Engels sagte 1848 über ihn:

„Aber mitten in dieser konservativen Revolution, mitten in der nationalen Regierung gab es einen Mann, der die engstirnigen Ansichten der herrschenden Klasse heftig angriff. Er schlug wahrhaft revolutionäre Maßnahmen vor, vor deren Kühnheit die aristokratischen Vertreter im Parlament zurückwichen; als er das ganze alte Polen zu den Waffen rief, als er so den Krieg für die Unabhängigkeit Polens zu einem europäischen Krieg machte, als er die Juden und die Bauern emanzipierte, als er die Bauern am Eigentum an Grund und Boden teilhaben ließ, als er Polen auf der Grundlage der Demokratie und der Gleichheit wiederherstellte, wollte er die nationale Sache zur Sache der Freiheit machen, wollte er das Interesse aller Völker mit dem des polnischen Volkes identifizieren. Diesen Mann, dessen Genius diesen so gewaltigen und doch so einfachen Plan entwarf, muß ich ihn mit Namen nennen? Dieser Mann war Lelewel.“

## Schriften (Auswahl)
- Edda czyli Księga religii dawnych Skandynawii mięszkańców. Zawadzki, Vilnius 1807, (Digitalisat).
- Bibliograficznych ksiąg dwoje, w których rozebrane i pomnoźone zostały dwa dziela Jerzego Samuela Bandtke. Historja drukarń krakowskich – tudzieź historja bibljoteki Uniw. Jagiell. w Krakowie. A przydany katalog inkunabulow polskich. 2 Bände. Zawadzki, Vilnius 1823–1826, (Digitalisate).
- Numismatique du Moyen-Age, Considérée sous le Rapport du Type; Accompagnée d'un Atlas Composé de Tables Chronologiques, de Cartes Géographiques et de Figures de Monnaies Gravées sur Cuivre. 3 Bände und Atlasband. Straszéwicz, Paris 1835, (Digitalisate: Band 1, Band 2, Band 3, Atlas).
- Études Numismatiques et Archéologiques. Voglet, Brüssel 1840–1841;
  - Band 1[8]: Type Gaulois, ou Celtìque. 1841, (Digitalisat);
  - Atlas. 1840, (Digitalisat).
- Histoire de Pologne. 2 Bände. Librairie Polonaise u. a., Paris 1844, (Digitalisate: Band 1, Band 2).
- Polska wieków średnich. 4 Bände. Żupańskiego, Posen 1846–1851, (Digitalisate: Band 1, Band 2, Band 3, Band 4).
- Géographie du moyen age. 5 Bände. Voglet, Brüssel 1852–1857.
- Polska. Dzieje i rzeczy jéj. 20 Bände. Żupańskiego, Posen 1853–1876.
- Histoire de la Lithuanie et de la Ruthénie jusqu’a leur union définitive avec la Pologne conclue a Lublin en 1569. Traduit par E. Rykaczewski avec les Notes du Traducteur. Franck, Paris u. a. 1861, (Digitalisat).